# Merremia kimberleyensis
Merremia kimberleyensis är en vindeväxtart som beskrevs av R.W.Johnson. Merremia kimberleyensis ingår i släktet Merremia och familjen vindeväxter. Inga underarter finns listade i Catalogue of Life.